# Vandtårnet i Toftlund
Vandtårnet i Toftlund er et tidligere vandtårn beliggende på Tårnvej i Toftlund, Tønder Kommune. Tårnet er tegnet af L.P. Aakjær. Tårnet benyttes nu som villa med 179 m² boligareal i fem etager. Det blev ombygget i 1987-88 på initiativ fra to deltagere på Musik og Teaterhøjskolen i Toftlund og var i de følgende år kunstnerbolig med skiftende beboere. De initiativrige højskoledeltagere købte tårnet for en krone og modtog derefter i en årrække støtte fra kommunen på 30.000 kroner, hvilket af nogle blev anset for at være en lidt for gavmild kulturpolitik. Den kommunale støtte har også været meget omdiskuteret i byrådet; selv efter Kunstforeningen Vandtårnet fraflyttede tårnet har de modtaget kommunal støtte, som dog i 2007 blev dem frataget som følge af, at foreningens vedtægter ikke harmonerede, hvad skattekroner kunne gå til.
I 2006 blev vandtårnet sat til salg for at blive privat bolig for en lokal lærer, Ole Schmidt. Pr. april 2009 blev tårnet igen sat til salg (selvom ejerne er glade for huset) – nu for 1.150.000 kroner og har en offentlig vurdering på 650.000 kroner – og venter stadig på at få en ny ejer (pr. august 2012).

## Arkitektur
Tårnet har en cirkulær grundform og er konisk i sin rumlige facon. Det er bygget i røde mursten og har et tag af kobber prydet med en vindfløj af en hane. Øverste del, som har rummet vandtanken, er bredere end sit fundament og desuden cylinderformet.
Flere træk går igen hos de resterende vandtårne i Tønder Kommune, Tønder Vandtårn (1902), Højer Vandtårn (1934) og Løgumkloster Vandtårn (1935): Alle har de samme facon, hvorom tårnene i Løgumkloster og Højer dog ikke er koniske, mens Højer-tårnet også har kobertag og vindfløj med hanemotiv (de to andre tårnes vindfløje har/har haft årstalsmotiv).

## Kulturelle tiltag
Tårnet har fungeret som kunstnerbolig med atelier øverst og har omkring fire gange årligt haft en ny kunstner boende. Der har i den forbindelse været afholdt udstillinger i tårnet.
I de godt ti år Kunstforeningen Vandtårnet ejede tårnet fungerede det i en weekend i december som julecafé.